# Helmut Henze (Jurist)
Helmut Henze (* 1906 in Berlin; † nach 1953) war ein deutscher Jurist, u. a. Verteidiger während der Nürnberger Prozesse.

## Leben
Helmut Henze studierte an der Universität Berlin und promovierte. Er hatte vor Kriegsende als Jurist in der Zentralabteilung der I.G.-Farben gearbeitet. Nach dem Krieg wohnte er in Frankfurt.
Im I.G.-Farben-Prozess (Fall 6 der Nachfolgeprozesse), welcher von Mitte August 1947 bis Ende Juli 1948 dauerte, war er Verteidiger von Hans Kugler. Kugler wurde in einem von vier Anklagepunkten für schuldig befunden und zu 1,5 Jahren Haft verurteilt, aber bereits 1948 aus der Haft entlassen. Im gleichen Prozess war er auch Verteidiger von Heinrich Oster. Oster wurde in einem von vier Anklagepunkten für schuldig befunden und zu 2 Jahren Haft verurteilt, aber bereits 1949 aus der Haft entlassen.
Nachdem 1950 Norbert Wollheim gegen die ehemalige I.G.-Farben auf Zahlung einer Entschädigung für seine Arbeit als Zwangsarbeiter eine Klage eingereicht hatte, wurde Henze mit weiteren der ehemaligen I.G.-Farben nahestehenden Personen durch Friedrich Silcher bzgl. des Vorgangs angesprochen. Die Entscheidung im Fall Wollheim aktiv zu werden, wurde durch die eingebundenen Personen getroffen. Silcher führte die juristischen Erkenntnisse zusammen. In der Folge war Henze als Berater in die Verteidigung eingebunden.
Henze wurde auf den Vorschlag der Deutschen Schutzvereinigung für Wertpapierbesitz in den Aufsichtsrat der in Liquidation befindlichen I.G.-Farben gewählt.
Er war Mitglied des Heidelberger Juristenkreises, der sich um die Freilassung und Rehabilitierung Verurteilter bemühte, und als Rechtsanwalt und Notar in Frankfurt tätig.